# Fuerzas Libanesas

La cruz biselada, también llamada cruz de la resistencia libanesa, fue uno de los símbolos del movimiento. Actualmente, algunos seguidores todavía lo usan, pero ya no es oficialmente el símbolo del partido.

Las Fuerzas Libanesas (FL) (en árabe: القوات اللبنانية Al-Quwat Al-Lubnāniyya; Francés: Forces libanaises) es un partido político del Líbano y una antigua organización paramilitar que luchó, en el bando cristiano, durante la Guerra Civil Libanesa que asoló el país de 1975 a 1990.
Cuando la guerra terminó, el movimiento se convirtió en un partido político. En 1994 fue prohibido y las actividades de sus militantes fueron perseguidas por la inteligencia Siria y libanesa a las órdenes del gobierno prosirio del Líbano. Las Fuerzas Libanesas fueron de nuevo legalizadas tras la revolución del cedro a principios de 2005, resultado del abandono del ejército sirio del Líbano.
En teoría es un partido político laico, pero en la práctica ha recibido el apoyo casi exclusivo de cristianos, especialmente católicos maronitas, así como de ortodoxos, evangélicos y los cristiano-armenios libaneses. Su líder desde 1986 es Samir Geagea.

## Formación
Las Fuerzas Libanesas fueron formadas en agosto de 1976 bajo el liderazgo de Bachir Gemayel, hijo de Pierre Gemayel, fundador del más importante grupo Cristiano del Líbano, la Falange Libanesa, con el propósito de coordinar las acciones militares y fortalecer las posiciones cristianas dentro del Frente Libanés contra la alianza de la Organización para la Liberación de Palestina, incluyendo las facciones palestinas del Frente de Rechazo, milicias musulmanas y el Movimiento Nacional Libanés. Desde sus inicios, las Fuerzas Libanesas incluyeron las fuerzas falangistas, el Movimiento Marada del antiguo Presidente Suleiman Frangieh, Al Noumour, vinculados al Partido Nacional Liberal del antiguo Presidente Camille Chamoun, los Tanzim y los Guardianes de los Cedros liderados por Étienne Sakr. 

## Sitio de Zahle
El 2 de abril de 1981, el ejército sirio bombardeó a la ciudad de Zahlé, la ciudad más grande de mayoría católica en la zona oriental. Zahlé fue sitiada durante tres meses, siendo duramente bombardeada, pero sin rendirse. Mientras tanto, las protestas contra el sitio fueron incrementándose en la zona oriental de Beirut y en países con grandes comunidades libanesas, como Francia. La acción siria finalizó con la retirada de las tropas de los alrededores de la ciudad y la evacuación de los milicianos de las Fuerzas Libanesas a Beirut.

## Invasión israelí
Durante la Guerra del Líbano de 1982 en que las tropas del Ejército de Israel invadieron el país argumentando que pretendían aniquilar a la OLP y sus fuerzas al sur del Líbano, las Fuerzas Libanesas apoyaron limitadamente a los invasores. Con la salida de los líderes de la OLP hacia Túnez, Israel apoyó a Bachir Gemayel junto a los Estados Unidos, como Presidente de Líbano. Fue elegido en agosto de 1982 (véase: Elecciones presidenciales del Líbano de agosto de 1982) por el Parlamento con la ausencia casi total de los diputados musulmanes. El 14 de septiembre, veintiún días después de ser elegido, murió asesinado junto a otras veinticinco personas en Achrafieh, Beirut. El crimen fue atribuido a Habib Shartouni, miembro del Partido Social Nacionalista Sirio y, por extensión, al gobierno sirio dirigido por Hafez al-Assad. En represalia, combatientes de las Fuerzas Libanesas bajo Elie Hobeika perpetraron las matanzas de Sabra y Chatila, donde murieron 800 palestinos en un campo de refugiados, según datos oficiales de la Cruz Roja libanesa. El campamento estaba rodeado por fuerzas israelíes.

## Los años de Amine Gemayel
Después del conflicto, las FDI se establecieron en los distritos de Chouf y Aley en las montañas del Líbano. Sin el apoyo israelí, las Fuerzas Libanesas retrocedieron al interior, en las posiciones que ocupaban siete años antes. Durante la denominada guerra de las montañas, drusos y miembros de las Fuerzas Libanesas mantuvieron un conflicto que causó miles de muertos.

## Conflictos internos

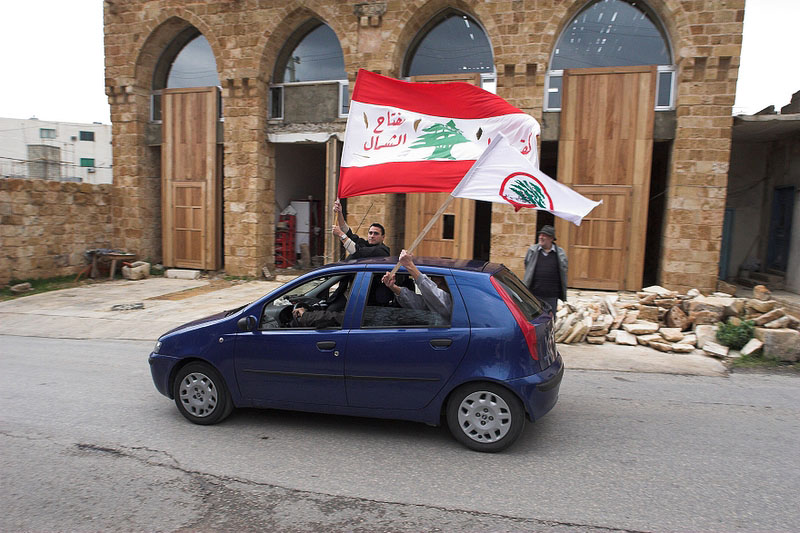
Militantes del partido.

Después de la muerte de Bachir, su hermano, Amine Gemayel, le reemplazó como Presidente, y su primo, Fadi Frem, como Comandante de las Fuerzas Libanesas. Ambos mantenían gélidas relaciones, lo que llevó a que este último fuera reemplazado por Fuad Abou Nader, sobrino de Gemayel.
El 12 de marzo de 1985, Samir Geagea, Elie Hobeika y Karim Pakradouni se sublevaron contra Abou Nader para hacerse con el control de las Fuerzas Libanesas. Las malas relaciones entre Hobeika y Geagea llevaron al primero a entablar negociaciones secretas con los sirios. El 28 de diciembre de 1985 firmó un acuerdo tripartito con Siria que, a decir de Geagea, otorgaba a esta poderes ilimitados en el territorio libanés, en contra de la opinión del resto de los líderes cristianos. Geagea movilizó a las facciones cristianas y el 15 de enero de 1986 atacó el cuartel general de Hobeika en Karantina. Hobeika se rindió y marchó, primero a París y más tarde a Damasco. Hobeika intentó después un ataque contra el este de Beirut con un grupo disidente, el Comando Ejecutivo de las Fuerzas Libanesas, pero fracasó.
Este fue el último episodio de las luchas internas en el este de Beirut durante el mandato de 
Amine Gemayel. Como resultado, las Fuerzas Libanesas se convirtieron en la mayor fuerza militar sobre el terreno, lideradas por Geagea. Durante dos años de frágil paz, Geagea trató de rearmar a sus tropas, estableciendo también un sistema de asistencia social controlado por sus fuerzas. Las FL redujeron significativamente sus relaciones con Israel y se acercaron a los países árabes: Arabia Saudita, Irak, Jordania, Egipto y la OLP. El 18 de agosto de 1988, miembros de las FL detuvieron a varios miembros del Parlamento del Líbano para impedir el regreso a la Presidencia de Suleiman Frangieh.

## Los años de Aoun
Inicialmente, las FL apoyaron al Comandante del Ejército del Líbano, Michel Aoun, para Presidente, pero las FL terminaron por enfrentarse con el ejército el 14 de febrero de 1989 reforzando su poder. Llegaron a un acuerdo con Aoun en Bkerké para garantizar la presencia cristiana y le apoyaron en su guerra de liberación frente a los sirios. No obstante, por el Acuerdo de Taif, que fue ratificado por los diputados libaneses el 24 de octubre de 1989, se estableció un cese el fuego. El rechazó de Aoun al acuerdo, hizo que se mantuviese un duro enfrentamiento armado con las FL, que lo apoyaban, hasta el rendimiento de Aoun el 13 de octubre de 1990. El Acuerdo de Taif no fijaba exactamente cual iba a ser la participación Siria en el Líbano, la principal objeción de Aoun que deseaba su expulsión.
En función de los acuerdos se eligió Presidente a Elias Hrawi, prosirio, y Geagea rechazó participar en el gobierno. El 23 de marzo de 1994, las Fuerzas Libanesas fueron prohibidas y su líder detenido con cargos de instigación a la violencia y asesinatos durante la guerra y de haber ordenado la colocación de un explosivo en una iglesia de Zouk (ciudad). Geagea fue condenado por diversos cargos, entre ellos el asesinato del primer ministro Rashid Karami en 1987, y el líder católico Dany Chamoun, por considerarlo su contrincante en el liderazgo, 11 años después una Amnistía Internacional indicó que el proceso judicial no había tenido suficientes garantías, que varias pruebas fueron fabricadas, y que hubo pocos testigos, solicitando la libertad de Geagea.

## Después de la revolución del cedro
Tras la Revolución del Cedro de 2005, que se iniciaron como protesta por el asesinato del primer ministro Rafik Hariri, en las elecciones generales de Líbano de 2005, las Fuerzas Libanesas se unieron con otras fuerzas en la Alianza 14 de Marzo, de carácter antisirio. Actualmente, las Fuerzas Libanesas tienen 19 escaños de los 128 del Parlamento libanés.

## Tráfico de residuos peligrosos
En 1987, las Fuerzas Libanesas colaboró en un tráfico de residuos tóxicos. Un informe de la organización Greenpeace afirma que "15.800 barriles de diversos tamaños y 20 contenedores de residuos tóxicos fueron exportados ilegalmente de Italia a Líbano. Hombres armados pertenecientes a las Fuerzas Libanesas ocultaron la operación, sobornados con parte del dinero pagado por una empresa italiana a empresas libanesas. "En 1988 se prohibió la natación en el Líbano porque las aguas estaban muy contaminadas por este tráfico.

## Diputados actuales
- Georges Adwan – elegido en 2005, 2009, 2018
- Joseph Ishac – elegido en 2018.
- Fadi Saad – elegido en 2018.
- Sethrida Geagea (esposa de Samir Geagea) – elegida en 2005, 2009, 2018
- Georges Oukaiss – elegido en 2018.
- Ziad Hawat – elegido en 2018.
- Imad Wakim – elegido en 2018.
- Antoine Habchi - elegido en 2018.
- Chawki Daccache - elegido en 2018.
- Pierre Bou Assi - elegido en 2018.
- Eddy Abillama - elegido en 2018.
- Wehbe Katicha - elegido en 2018.
- Cesar Maalouf - elegido en 2018.
- Anis Nassar - elegido en 2018.
- Jean Talouzian - elegido en 2018.